# Francesco Maria Raimondo
Francesco Maria Raimondo (Castelbuono, 1º dicembre 1944) è un botanico italiano.

## Biografia
È stato ordinario di Botanica presso la Facoltà di Scienze Matematiche, Fisiche e Naturali dell'Università degli Studi di Palermo e presidente della Società Botanica Italiana e dell'OPTIMA (Organization for the Phyto-taxonomic Investigation in the Mediterranean Area). È membro della Fondazione Pro-Erbario Mediterraneo, della Società Italiana di Scienza della Vegetazione e della Società Siciliana di Scienze Naturali di cui è stato presidente fino al 2006.
Dal 1990 è editore dei Quaderni di Botanica Ambientale e Applicata. Dal 1991 è coeditore di riviste scientifiche nazionali ed internazionali, tra queste Bocconea e Flora Mediterranea.
Nel periodo 1990-1996 e dal 2003 per la seconda volta è stato Direttore dell'Orto botanico di Palermo, carica ricoperta fino al 2015. Tral 1998 e il 2006 è stato Preside della Facoltà di Scienze Matematiche, Fisiche e Naturali dell'Università degli Studi di Palermo.
Nel maggio del 2014 è stato nominato Assessore al Verde Pubblico del Comune di Palermo carica ricoperta fino al 2016. Nel 2016 è stato insignito della Medaglia d'oro OPTIMA/OPTIMO.

## Alcune opere
- Raimondo, F. M.: A new species of Malus (Rosaceae, Maloideae) from Sicily. — Fl. Medit. 18:5-10. 2008. — ISSN 1120-4052.
- Giardina G., Raimondo F.M., Spadaro V., 2007 — A catalogue of plants growing in Sicily. — Bocconea, 20: 5-582, Palermo.— ISSN 1120-4060 (WC · ACNP). ISBN 978-88-7915-022-4.
- Mazzola, P., Raimondo, F.M. & Ilardi, V., 2004 — Dianthus minae  (Caryophyllaceae), a new species from the Madonie Mountains (N-Sicily). — Bocconea 17: 307-312. — ISSN 1120-4060 (WC · ACNP).
- Raimondo, F.M., Schicchi, R., Mazzola P., 2006 — Pyrus castribonensis (Rosaceae) nuova specie della Sicilia. — Naturalista sicil., Vol. XXX, N. 3-4 (2006) s.4: 363-370. — ISSN 0394-0063 (WC · ACNP).
- Raimondo, F.M., Spadaro V., 2006 — Centaurea giardinae (Asteraceae) nuova specie dell'Etna (Sicilia Orientale). — Naturalista sicil., Vol. XXX, N. 3-4 (2006) s.4.: 371-378. — ISSN 0394-0063 (WC · ACNP).
- Raimondo, F.M., Schicchi, R., Marino P., 2006 — Pyrus sicanorum (Rosaceae) a new species from Sicily. — Fl. Medit. 16: 379-384. — ISSN 1120-4052 (WC · ACNP).
- Raimondo, F.M. & Bancheva, S.T., 2004 — Centaurea erycina (Asteraceae) a new species from SW-Sicily. — Bocconea 17: 299-306. — ISSN 1120-4060 (WC · ACNP).
- Raimondo, F.M., Bancheva, S.T. & Ilardi, V. 2004 — Centaurea saccensis (Asteraceae) a new species from SW-Sicily. — Bocconea 17: 293-298. — ISSN 1120-4060 (WC · ACNP).
- Raimondo, F.M., Schicchi, R., 2004 — Pyrus vallis-demonis (Rosaceae) a new species from the Nebrodi Mountains (NE-Sicily). — Bocconea 17: 325-330. — ISSN 1120-4062 (WC · ACNP).
- Giardina G. & Raimondo F. M. (eds.), 2002 — Cava Randello (Ragusa, Sicilia Meridionale): un biotopo meritevole di conservazione. —  Quad. Bot. Ambientale Appl. 12 (2001): 103-166.
- Raimondo F.M., Schicchi R., Bazan G., 2001 — Protezione delle specie endemiche minacciate. Iniziativa Comunitaria Interreg II C. Azione pilota Archi_med —  Tip. Luxograph s.r.l., Palermo.
- Erben, M. & Raimondo, F.M., 1995. — Viola tineorum e Viola ucriana nuove specie dei Monti del Palermitano (Sicilia). —  Giorn. Bot. Ital. 129(1): 79–92.
- Raimondo F.M., Scialabba A., 1994  —  The role and function of germplasm in the context of the Palermo Botanical Garden. —  Giorn. Bot. Ital., 128(1): 414.
- Raimondo F.M., Di Martino A., Mazzola P., 1993 — L'orto botanico di Palermo. La flora dei tropici nel cuore del mediterraneo. —  Arbor Editore. ISBN 8886325029.
- Raimondo F.M., Pignatti S., 1986 — Una nuova specie di Limonium (Plumbaginaceae) della Sicilia. —  Webbia 39(2): 417.
- Raimondo FM., 1979 —  Rhamnus lojaconoi, nuova specie endemica della Sicilia. — Giorn. Bot. Ital. 113. (5 - 6): 369 - 377.